# Senecio tephrosioides
Huamanripa (Senecio tephrosioides) es una planta silvestre andina de la familia Asteraceae, presente en Perú, Bolivia, Colombia y Ecuador.

## Características
Hierba erguida de hasta 40 cm de alto; flores amarillas que florecen en abril y mayo; cabezuelas florales inclinadas; hojas basales lanceoladas; crece protegida entre rocas arriba de los 4000 m s.n.m.

## Importancia económica y cultural
En medicina popular esta planta se usa en el tratamiento de la tos gripal como infusión.

## Taxonomía
El género fue descrito por Nicolai Stepanowitsch Turczaninow  y publicado en  Bulletin de la Société Impériale des Naturalistes de Moscou 24(2): 92. 1851. (Bull. Soc. Imp. Naturalistes Moscou).
Etimología
Ver: Senecio

### Sinonimia
- Senecio subdecurrens Sch. Bip. ex Wedd.[4]

## Nombres comunes
- Huamanripa, wamanripa, wamanripa, wamanripa verdadera, wamash en quechua.[2]